# فرودگاه کمبل فیلد
فرودگاه کمبل فیلد (به انگلیسی: Campbell Field Airport) یک فرودگاه است که یک باند فرود چمن دارد و طول باند آن ۹۱۴ متر است. این فرودگاه در کشور ایالات متحده آمریکا قرار دارد و در ارتفاع ۱۲ متری از سطح دریا واقع شده‌است.